# SEAT León
SEAT León este un automobil din clasa compactă, construit de societatea spaniolă SEAT din 1999.

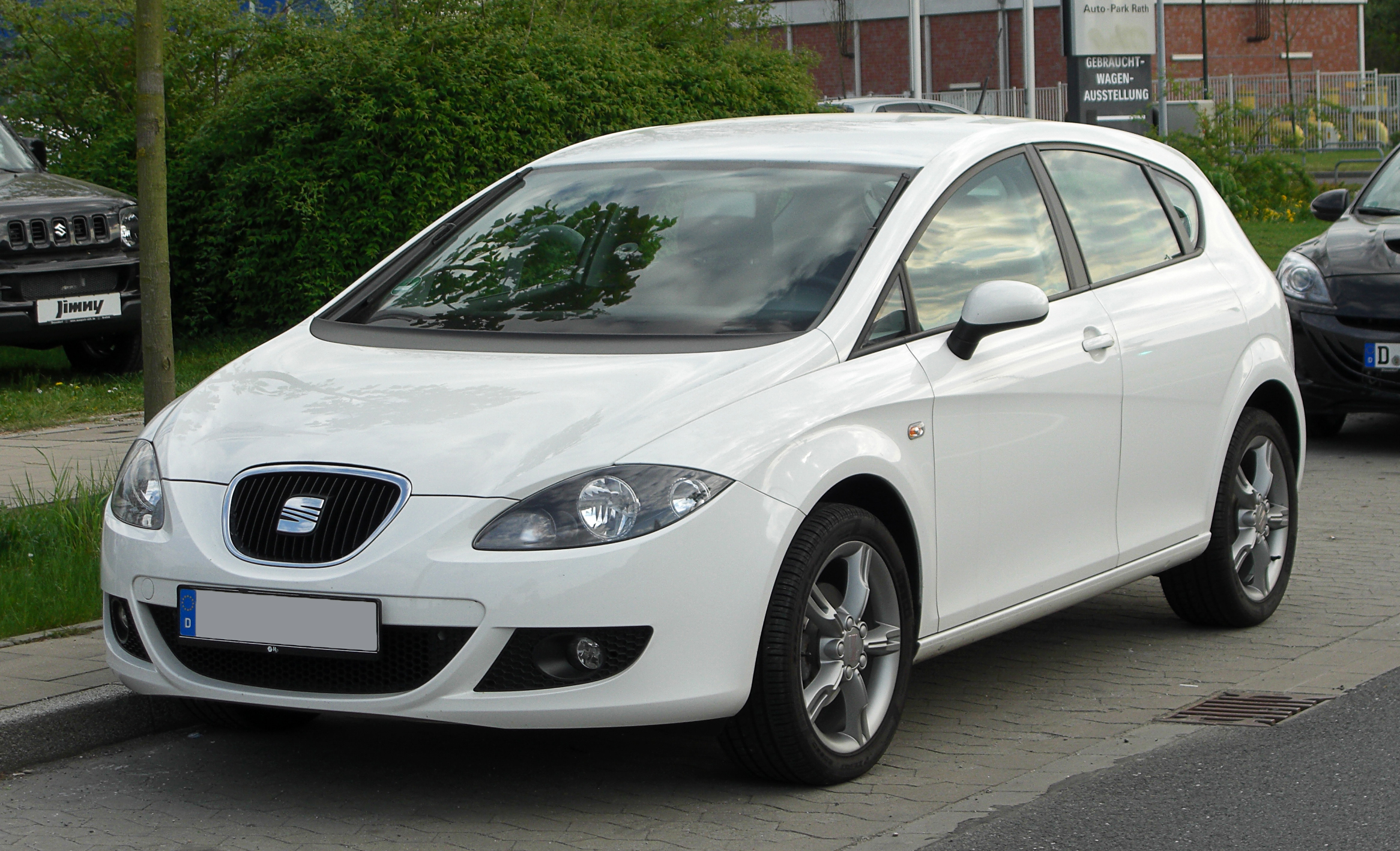
Seat Leon din a doua generație

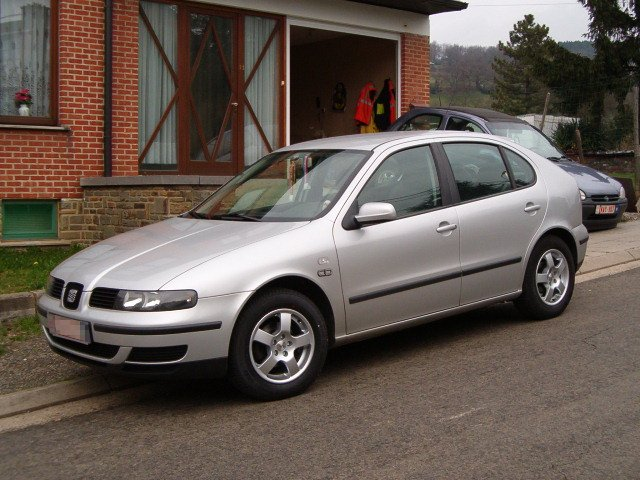
SEAT León din prima generație

## A treia generație (5F; 2012)
León folosește „platforma A Volkswagen”, împărțind componente cu Volkswagen Golf, Audi A3 și Škoda Octavia. León este produs din 1999, iar din 2005 se află la a doua generație. Noul León, are un exterior mai ascuțit, cu ștergătoare ascunse și cu mânere exterioare pe spate mai bine integrate, similar stilului folosit de modelele recente de Alfa Romeo. Designul este în același stil cu cel abordat pe SEAT Altea. Pentru 2008 este programată lansarea unei versiuni coupe-cabrio (CC). Sunt disponibile șase motorizări pe benzină (de la 1,4 85CP la 2,0 TFSI 240CP) și patru pe motorină (de la 1,9 TDI 90CP la 2,0 TDI (s) DPF 170CP). SEAT Leon este echipat cu o punte spate independentă, care preia prin cele 3 brațe transversale și printr-un lonjeron pentru fiecare roată (principiul celor patru brațe) diversele forțe, premițând sincronizarea specifică și aproape independentă între dinamica transversală și cea longitudinală.